# Fiorde Gullmarn
O fiorde Gullmarn – também designado por Gullmarsfjorden em sueco – é um fiorde com 25 km de comprimento na costa ocidental da Suécia. É um ”fiorde de degrau” com uma profundidade de 20-40 m na entrada, e de 125 m no interior.
Está localizado na costa da Bohuslän face ao estreito de Escagerraque. A pequena cidade de Lysekil fica situada na margem norte do fiorde junto à sua desenbocadura no Escagerraque.